# رولف جان
رولف جان (بالإنجليزية: Rolf Cahn)‏ هو فنان قتالي أمريكي، ولد في 1924، وتوفي في 1 أغسطس 1994 في سانتا فيه في الولايات المتحدة.

## وصلات خارجية
- رولف جان على موقع ميوزك برينز (الإنجليزية)
- رولف جان على موقع ديسكوغز (الإنجليزية)